# Jerusalem (chanson d'Emerson, Lake and Palmer)
Pour les articles homonymes, voir Jérusalem (homonymie).
 (juillet 2019).
Singles de Emerson, Lake and Palmer
From the Beginning
(1972) Brain Salad Surgery
(1974)
Pistes de Brain Salad Surgery
Toccata
(instrumental) 
(A2)
Jerusalem est une chanson du groupe de rock progressif britannique Emerson, Lake and Palmer, tirée de leur album Brain Salad Surgery de 1973.

## La chanson

### Écriture et composition
C'est une adaptation de l'hymne de Hubert Parry. Les paroles proviennent du poème And did those feet in ancient time, de William Blake. La reprise d'ELP est la version la plus connue de cet hymne. Le morceau commence avec le moog Apollo,, premier synthétiseur polyphonique qui était encore un prototype à l'époque.

### Enregistrements
ELP enregistre cette chanson pour la première fois en 1973, avec une durée de 2:45, pour l'album Brain Salad Surgery puis l'année suivante, avec une durée de 2:54, dans l'album Welcome Back My Friends to the Show That Never Ends et en 1994, avec une durée de 3:18, dans l'album Classic Rock featuring "Lucky Man".

## Accueil du single
Carl Palmer dit en 1997 son regret de l'échec du single : 

« S'il s'agissait de citer un morceau qui permette à lui seul de comprendre ce qu'est notre musique, un morceau plutôt court, et une chanson, je pense que je dirais « Jerusalem ». C'est une chanson grandiose, orchestrale, extrêmement anglaise. Notre version fut interdite sur les ondes de la BBC, parce que c'est un hymne qui est joué à l'église. Le texte parle de choses très importantes pour nous, ce que c'est qu'être né, avoir été élevé, avoir vécu en Angleterre. Si nous avions pu le sortir en single, nul doute que nous aurions fait un malheur. »

En 2016, le magazine britannique Fact cite élogieusement la composition de Keith Emerson dans When the Apple Blossoms Bloom in the Windmills of Your Mind I'll Be Your Valentine qui faisait la face B du single de 1973.

## Musiciens
- Keith Emerson - claviers
- Greg Lake - basse, chant
- Carl Palmer - batterie